# Rhododendron huidongense
Rhododendron huidongense är en ljungväxtart som beskrevs av T.L. Ming. Rhododendron huidongense ingår i släktet rododendron, och familjen ljungväxter. Inga underarter finns listade i Catalogue of Life.